# 鬚鯛科
鬚鯛科（學名：Mullidae）為輻鰭魚綱海龙鱼目的一個科。

## 分布
本科魚類廣泛分布在熱帶及亞熱帶大陸棚。

## 深度
大部份種類分佈深度在30公尺以內，但有些魚種則分布在數百公尺深的水域。

## 特徵
本科魚類以其頭部下方有一對觸鬚為最明顯之特徵之一。體成紡錘型，延長而終等側扁。被大型圓鱗，或有細櫛麟，吻端通常裸出。側線一條且完整，偏於背緣，其上之感覺管常有分枝。頭小，側扁，頭部輪廓略呈弧形隆起。口小，但可伸縮，齒具一列成數列之之絨毛齒或圓錐齒，上頜稍長於下頜。鰓蓋完整，後緣有一枚平扁的小弱棘。背鰭分二部份，且二者分得相當開，前方為硬棘，後方為軟條。臀鰭類似第二背鰭，但是具二枚弱棘。腹鰭基部有腋鱗存在。尾鰭分叉型。

## 分類
本科過去曾歸類於廣義的鱸形目鱸亞目，但已知本科其實上更接近海龍魚亞目，于是獨自放在鬚鯛亞目歸類於此。

### 內部分類
本科其下分6個屬，如下：
擬羊魚屬（Mulloidichthys）
- 艾氏擬羊魚（Mulloidichthys ayliffe ）
- 墨西哥擬羊魚（Mulloidichthys dentatus）
- 黃帶擬羊魚（Mulloidichthys flavolineatus）：又稱黃線擬鬚鯛。
- 馬丁擬羊魚（Mulloidichthys martinicus）
- 仿擬羊魚（Mulloidichthys mimicus）
- 紅背擬羊魚（Mulloidichthys pfluegeri）：又稱紅背擬鬚鯛。
- 無斑擬羊魚（Mulloidichthys vanicolensis）：又稱金帶擬鬚鯛、無斑擬緋鯉。

羊魚屬（Mullus）
- 銀羊魚（Mullus argentinae）
- 金羊魚（Mullus auratus）
- 羊魚（Mullus barbatus barbatus）
- 紅斑羊魚（Mullus barbatus ponticus）
- 縱帶羊魚（Mullus surmuletus）

副緋鯉屬（Parupeneus）
- 角副緋鯉（Parupeneus angulatus）
- 似條斑副緋鯉（Parupeneus barberinoides）：又稱鬚海鯡鯉。
- 條斑副緋鯉（Parupeneus barberinus）：又稱單帶海鯡鯉。
- 雙帶副緋鯉（Parupeneus biaculeatus）
- 金線副緋鯉（Parupeneus chrysonemus）
- 黃帶副緋鯉（Parupeneus chrysopleuron）：又稱紅帶海鯡鯉、隆背副緋鯉、隆背海鯡鯉。
- 短鬚副緋鯉（Parupeneus ciliatus）：又稱短鬚海鯡鯉、蓬萊副緋鯉、真擬緋鯉。
- 粗唇副緋鯉（Parupeneus crassilabris）
- 圓口副緋鯉（Parupeneus cyclostomus）：又稱圓口海鯡鯉。
- 留尼旺副緋鯉（Parupeneus diagonalis）
- 金帶擬羊魚（Parupeneus forsskali）：又稱福氏副緋鯉、福氏擬緋鯉。
- 白鬚副緋鯉（Parupeneus fraserorum）
- 紅點副緋鯉（Parupeneus heptacanthus）：又稱紅點海鯡鯉。
- 印度副緋鯉（Parupeneus indicus）：又稱印度海鯡鯉。
- 島棲副緋鯉（Parupeneus insularis）
- 詹氏副緋鯉（Parupeneus jansenii）：又稱詹氏海鯡鯉。
- 路易士副緋鯉（Parupeneus louise）
- 大絲副緋鯉（Parupeneus macronema）
- 珍珠副緋鯉（Parupeneus margaritatus）
- 明亞副緋鯉（Parupeneus minys）
- 馬里亞納副緋鯉（Parupeneus moffitti）
- 多帶副緋鯉（Parupeneus multifasciatus）：又稱多帶海鯡鯉。
- 南森副緋鯉（Parupeneus nansen）
- 東方副緋鯉（Parupeneus orientalis）
- 黑斑副緋鯉（Parupeneus pleurostigma）：又稱黑斑海鯡鯉。
- 白帶副緋鯉（Parupeneus porphyreus）：又稱紅棕擬緋鯉。
- 波氏副緋鯉（Parupeneus posteli）
- 印度洋副緋鯉（Parupeneus procerigena）
- 玫瑰副緋鯉（Parupeneus rubescens）
- 塞席爾副緋鯉（Parupeneus seychellensis）
- 點斑副緋鯉（Parupeneus signatus）
- 點紋副緋鯉（Parupeneus spilurus）：又稱大型海鯡鯉。
- 三帶副緋鯉（Parupeneus trifasciatus）

擬緋鯉屬（Pseudupeneus）
- 大鱗擬緋鯉（Pseudupeneus grandisquamis）
- 斑點擬緋鯉（Pseudupeneus maculatus）
- 西非擬緋鯉（Pseudupeneus prayensis）

似緋鯉屬（Upeneichthys）
- 藍點似緋鯉（Upeneichthys lineatus）
- 斯氏似緋鯉（Upeneichthys stotti）
- 伐氏似緋鯉（Upeneichthys vlamingii）

緋鯉屬（Upeneus）
- 金帶緋鯉（Upeneus asymmetricus）
- 澳洲緋鯉（Upeneus australiae）
- 戴氏緋鯉（Upeneus davidaromi）
- 多氏緋鯉（Upeneus doriae）
- 線緋鯉（Upeneus filifer）
- 弗氏緋鯉（Upeneus francisi）
- 斑緋鯉（Upeneus guttatus）
- 印度緋鯉（Upeneus indicus）
- 伊藤氏緋鯉（Upeneus itoui）
- 日本緋鯉（Upeneus japonicus）
- 呂宋緋鯉（Upeneus luzonius）
- 珠緋鯉（Upeneus margarethae）
- 留尼旺緋鯉（Upeneus mascareinsis）
- 馬六甲緋鯉（Upeneus moluccensis）
- 蒙氏緋鯉（Upeneus mouthami）
- 寡斑緋鯉（Upeneus oligospilus）
- 小緋鯉（Upeneus parvus）
- 波氏緋鯉（Upeneus pori）
- 四線緋鯉（Upeneus quadrilineatus）：又稱四帶緋鯉。
- 花尾緋鯉（Upeneus suahelicus）
- 綠緋鯉（Upeneus subvittatus）：又稱縱帶緋鯉。
- 黃帶緋鯉（Upeneus sulphureus）
- 黃尾緋鯉（Upeneus sundaicus）
- 長鬚緋鯉（Upeneus supravittatus）
- 紋鰭緋鯉（Upeneus taeniopterus）：又稱多鱗緋鯉。
- 黑斑緋鯉（Upeneus tragula）
- 多帶緋鯉（Upeneus vittatus）
- 黃線緋鯉（Upeneus xanthogrammus）

## 生態
多半具有群游習性，也有單獨活動的。常見其以觸鬚在沙泥地上尋覓食物，以躲藏其中的小蝦蟹為食。在珊瑚礁或岩礁區淺水域活動。也些種類屬於夜行性，白天成群在岩礁旁休息。

## 經濟利用
為味道鮮美的中型食用魚，肉質細嫩，極具高經濟價值。另外，部份種類顏色鮮豔，也可用來觀賞，但難以飼養。